# لیگ برتر فوتبال امید ایران ۱۳۹۷
لیگ برتر فوتبال امید ایران ۱۳۹۷ معتبرترین لیگ فوتبال ایران در رده امیدها است که در این دوره با حضور ۱۲ تیم برگزار می‌شود.
مدافع عنوان قهرمانی این فصل باشگاه فوتبال ذوب‌آهن اصفهان است.

## تیم‌ها

### تعداد تیم‌ها در هر استان
| استان                | تعداد تیم‌ها | تیم‌ها                                     |
| -------------------- | ----------- | ----------------------------------------- |
| استان خوزستان        | ۳           | فولاد خوزستان، صنعت نفت آبادان، نفت اهواز |
| استان مازندران       | ۲           | نساجی مازندران، خونه به خونه              |
| استان کرمان          | ۲           | مس کرمان، مس رفسنجان                      |
| استان هرمزگان        | ۱           | البدر بندر کنگ                            |
| استان اصفهان         | ۱           | ذوب‌آهن اصفهان                             |
| استان بوشهر          | ۱           | پارس جنوبی جم                             |
| استان آذربایجان شرقی | ۱           | تراکتورسازی تبریز                         |
| استان گیلان          | ۱           | ملوان بندر انزلی                          |

## جدول لیگ
| رتبه | تیم          | بازی | برد | مساوی | باخت | گل زده | گل خورده | گل تفاضل | امتیاز |
| ---- | ------------ | ---- | --- | ----- | ---- | ------ | -------- | -------- | ------ |
| ۱    | فولاد        | ۲    | ۲   | ۰     | ۰    | ۳      | ۱        | ۲+       | ۶      |
| ۲    | نفت اهواز    | ۲    | ۱   | ۱     | ۰    | ۵      | ۱        | ۴+       | ۴      |
| ۳    | مس کرمان     | ۲    | ۱   | ۱     | ۰    | ۳      | ۰        | ۳+       | ۴      |
| ۴    | پارس جنوبی   | ۲    | ۱   | ۱     | ۰    | ۲      | ۰        | ۲+       | ۴      |
| ۵    | البدر        | ۲    | ۱   | ۰     | ۱    | ۶      | ۴        | ۲+       | ۳      |
| ۶    | نساجی        | ۲    | ۱   | ۰     | ۱    | ۳      | ۱        | ۲+       | ۳      |
| ۷    | مس رفسنجان   | ۲    | ۱   | ۰     | ۱    | ۳      | ۲        | ۱+       | ۳      |
| ۸    | تراکتورسازی  | ۲    | ۱   | ۰     | ۱    | ۲      | ۴        | ۲−       | ۳      |
| ۹    | ذوب‌آهن       | ۲    | ۱   | ۰     | ۱    | ۱      | ۶        | ۵−       | ۳      |
| ۱۰   | ملوان        | ۲    | ۰   | ۱     | ۱    | ۱      | ۳        | ۲−       | ۱      |
| ۱۱   | صنعت نفت     | ۲    | ۰   | ۰     | ۲    | ۰      | ۳        | ۳−       | ۰      |
| ۱۲   | خونه به خونه | ۲    | ۰   | ۰     | ۲    | ۱      | ۵        | ۴−       | ۰      |

|}

منبع: 
نحوه قرار گرفتن در جدول:1st امتیاز؛ 2nd تفاضل گل؛ 3rd گل زده.
# = رتبه در جدول؛ بازی = تعداد بازی؛ برد = بازیهای برده؛ مساوی = بازیهای مساوی؛ باخت = بازیهای باخته؛ زده = گل زده؛ خورده = گل خورده؛ تفاضل = تفاضل گل؛ امتیاز = امتیاز گرفته؛
(ق) = قهرمان؛ (س) = سقوط کرده؛ (ص) = صعود به رده بالاتر؛ (پ) = رفتن به پلی آف؛ (۱/۴) = رفتن به ۱/۴

## گلزنان
۲ گل
- آیدین قهرمانی (تراکتورسازی)
- علی پورارژنگی (البدر)
- مهدی ذوالعلی (مس کرمان)
- حبیب فتاحی (مس رفسنجان)
- یوسف کی‌شمس (فولاد)
- رضا مروانی (نفت اهواز)

۱ گل
- بابک ابراهیمی (ملوان)
- محمود صالحی (نفت اهواز)
- علی افشین (البدر)
- امید سنگین جان (البدر)
- اسماعیل پوردرویش (البدر)
- علی نصراله (البدر)
- مهدی حرجندی (مس کرمان)
- محمدرضا امامداری (مس رفسنجان)
- محمدامین فقیه (پارس جنوبی جم)
- ابراهیم صالحی (پارس جنوبی جم)
- مهدی ایزدی (خونه به خونه)
- عقیل غنافچه (فولاد)
- امید لطفی (نفت اهواز)
- امین دادمهر (نفت اهواز)
- سجاد گنجعلی (ذوب‌آهن)